# Aeropuerto de León (Nicaragua)
El Aeropuerto de León (IATA: MNLN, OACI: MNLN) es un aeropuerto que sirve la ciudad de León, Nicaragua.